# Eospalax rothschildi
Eospalax rothschildi és una espècie de mamífer rosegador de la família dels espalàcids. És endèmic de la Xina (Gansu, Henan, Hubei, Shaanxi i Sichuan), on viu a altituds d'entre 1.000 i 3.000 msnm. S'alimenta d'herba, arrels i, ocasionalment, conreus. Els seus hàbitats naturals són els herbassars, els matollars, els boscos i, possiblement, els camps de conreu. És una espècie en risc mínim, és a dir, no sembla que hi hagi cap amenaça significativa per a la seva supervivència.
L'espècie fou anomenada en honor del banquer i entomòleg britànic Nathaniel Charles Rothschild.